# Lucas Kozeniesky
Lucas Kozeniesky (Metairie, 31 de mayo de 1995) es un deportista estadounidense que compite en tiro, en la modalidad de rifle.
Participó en dos Juegos Olímpicos de Verano, en los años 2016 y 2020, obteniendo una medalla de plata en Tokio 2020, en la prueba de rifle 10 m mixto (junto con Mary Tucker). En los Juegos Panamericanos consiguió tres medallas, oro y plata en 2019 y bronce en 2023.

## Palmarés internacional
| Juegos Olímpicos     | Juegos Olímpicos | Juegos Olímpicos  | Juegos Olímpicos        |
| Año                  | Lugar            | Medalla           | Prueba                  |
| -------------------- | ---------------- | ----------------- | ----------------------- |
| 2020                 | Tokio (Japón)    | Medalla de plata  | Rifle 10 m mixto        |
| Juegos Panamericanos |                  |                   |                         |
| Año                  | Lugar            | Medalla           | Prueba                  |
| 2019                 | Lima (Perú)      | Medalla de oro    | Rifle 10 m              |
| 2019                 | Lima (Perú)      | Medalla de plata  | Rifle 10 m mixto        |
| 2023                 | Santiago (Chile) | Medalla de bronce | Rifle 3 posiciones 50 m |